# Legenda
"Legenda" er en sang af den polske tv-vært og sanger Marcin Mrozinski, der var det polske bidrag til Eurovision Song Contest 2010. Den nåede ikke finalen i denne konkurrence.